# Pantelimon Scordeli

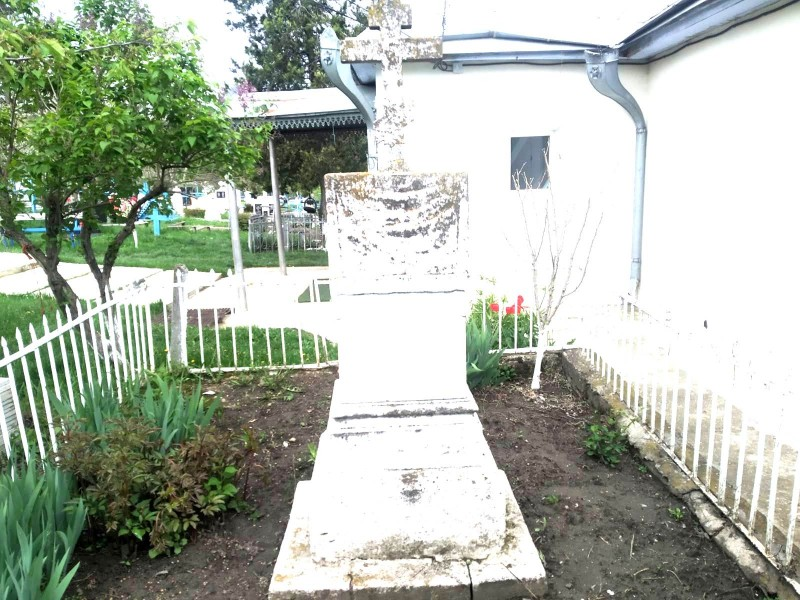
Grab der Familie Scordeli

Pantelimon Kostyantinowytsch Scordeli (ukrainisch Пантелеймон Костянтинович Скорделі; * 7. April 1846 in Mana; † 1918) war ein bessarabischer Adliger, Autor, Anwalt und Staatsmann.
Scordeli war Vorstandsmitglied der Nationalbank der Ukraine und der Zuckerraffinerie in Kiew sowie Mitglied der Juristischen Gesellschaft Kiew, Mitglied des Rates der Internationalen Handelsbank in Sankt Petersburg, Autor einer Reihe von Büchern über Zivilrecht und Gerichtsverfahren.